# Vădastra
Vădastra là một xã thuộc hạt Olt, România. Dân số thời điểm năm 2002 là 3703 người.